# 雞胤部
雞胤部（梵語：Kurkuṭika；巴利語：Kukkuṭika），又稱牛家部、牛住部、高拘梨柯部（Gokulika）、窟居部、灰山住部（Kukkulika），部派佛教之一，源出於大眾部。
《異部宗輪論述記》記載其創始人是從雞胤部主的姓氏而立部名，這一派只弘揚論藏，而不弘經律兩藏，認為經和律都是佛陀方便之教，應捨經、律而依論藏。並且主張宣說經教容易導致憍慢，應該精進修行迅速出離。

## 名稱
雞胤部（Kurkuṭika/Kukkuṭika）之名譯自公雞（梵語：kurkuṭa；巴利語：Kukkuṭa）。窟居部、灰山住部（Kukkulika）之名譯自煻煨、熱灰、灰燼（Kukkuḷa）。牛家部、牛住部（Gokulika）之名譯自牛棚（Go-kula）。
窺基、定賓說雞胤部之名，來自於部主的姓氏憍矩胝(迦)Kurkutika，《文殊師利問經》的夾註同說為部主姓氏，但叫做高拘梨柯Gokulika。
按真諦三藏的說法，因此山有石堪作灰，此部住彼山中修道，故得名灰山住部。據上座部的《小部》義註，Himavā雪山附近有塊岩石叫Kukkuta，好幾位辟支佛曾在此處修行。另一種說法主張這名稱可能來自此部據《燃燒經》所主張的「煻煨論」（Kukkuḷa-kathā），認為「一切行無區別是煻煨」。
有觀點認為此部之名與華氏城的「雞園寺」（梵語：Kurkuṭārāma；巴利語：Kukkuṭārāma）有關。因為據《大毘婆沙論》卷九十九，大天曾於雞園寺出家，後於布薩時昇高座說大天五事，上座部與大眾部的分裂肇始於此。